# Ousmane Diouf
Ousmane Diouf (ur. 26 kwietnia 1997 w Keur Massar) – senegalski piłkarz grający na pozycji środkowego obrońcy. Od 2023 jest piłkarzem klubu Al-Hilal Omdurman.

## Kariera piłkarska
Swoją piłkarską karierę Diouf rozpoczął w klubie Casa Sports. W sezonie 2017/2018 zadebiutował w nim w pierwszej lidze senegalskiej. W sezonie 2020/2021 zdobył z nim Puchar Senegalu. W latach 2021-2022 był graczem Teungueth FC, a na początku 2023 przeszedł do sudańskiego Al-Hilal Omdurman. W sezonie 2023/2024 wywalczył z nim mistrzostwo Sudanu.

## Kariera reprezentacyjna
W reprezentacji Senegalu Diouf zadebiutował 14 stycznia 2023 w wygranym 1:0 meczu Mistrzostw Narodów Afryki 2022 z Wybrzeżem Kości Słoniowej, rozegranym w Annabie.